# Geschütz
Ein Geschütz (ursprünglich die Waffe des Schützen) ist im Militärwesen eine schwere, nicht zum Handgebrauch verwendbare Rohrwaffe, deren Hauptbestandteile das Geschützrohr mit Verschlußkonstruktion und eine Lafette sind. Umgangssprachlich wird gelegentlich Kanone als Sammelbegriff für Geschütze verwendet; tatsächlich steht diese Bezeichnung für Flachfeuergeschütze.
Große landgestützte Geschütze werden der Truppengattung der Artillerie zugeordnet; kleinere Geschütze finden sich bei der Infanterie und bei der Flugabwehr. Geschütze der Schiffsartillerie finden sich im weiteren Bereich der Marineartillerie. Die historische Entwicklung von Geschützen wurde von jeher von der allgemeinen technischen Entwicklung beeinflusst: die Erfindung des Schießpulvers und anderen Treibladungen, die Entwicklungen der Metallurgie, der Gusstechnik, der Schmiedetechnik, der Fertigungstechnik sowie der Motorisierung. Reichweite, Feuerkraft und Treffgenauigkeit von Geschützen wurden immer weiter gesteigert. Durch Modernisierungen mit Elektronik und Nachrichtentechnik sowie GPS-Technik setzen sich diese Entwicklungen bis in das 21. Jahrhundert fort.

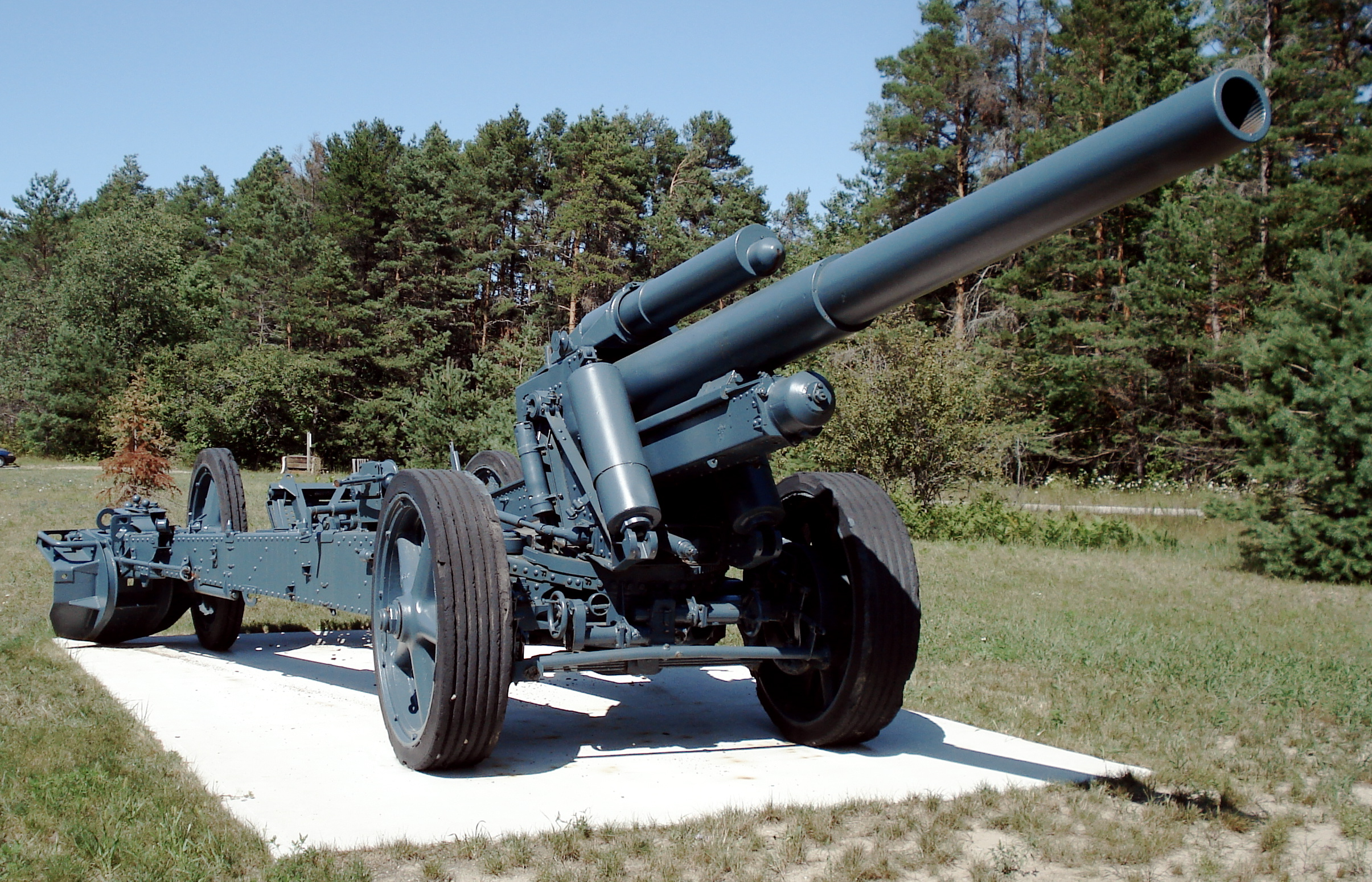
Die 15-cm-schwere Feldhaubitze 18, ein Standardgeschütz der deutschen Wehrmacht im Zweiten Weltkrieg

## Vorläufer der Geschütze
In der Antike waren Geschütze mechanische Wurfmaschinen, wie das Katapult, die Balliste und der Onager. Im Mittelalter wurde die schwerste der mechanischen Wurfmaschinen erfunden, das Trebuchet, das auch nach der Einführung der Feuerwaffen weiter eingesetzt wurde. Heute umfasst der Begriff „Geschütz“ neben experimentellen Konzepten wie der Railgun nur Feuerwaffen (Pulvergeschütze). Mechanische Vorläufer, die auch als Wurfgeschütz bezeichnet werden, zählen nicht zu den Geschützen.

## Geschichte

### Vorläufer
Mechanische Geschütze, die Katapulte, waren ab dem 4. Jahrhundert v. Chr. in Gebrauch. Archimedes erfand im 3. Jahrhundert v. Chr. eine Art der Kanone, die durch Wasserdampf hohen Druck aufbaute und mit einem Metallrohr Projektile abfeuern konnte (Dampfkanone).

### Erste Feuerwaffen

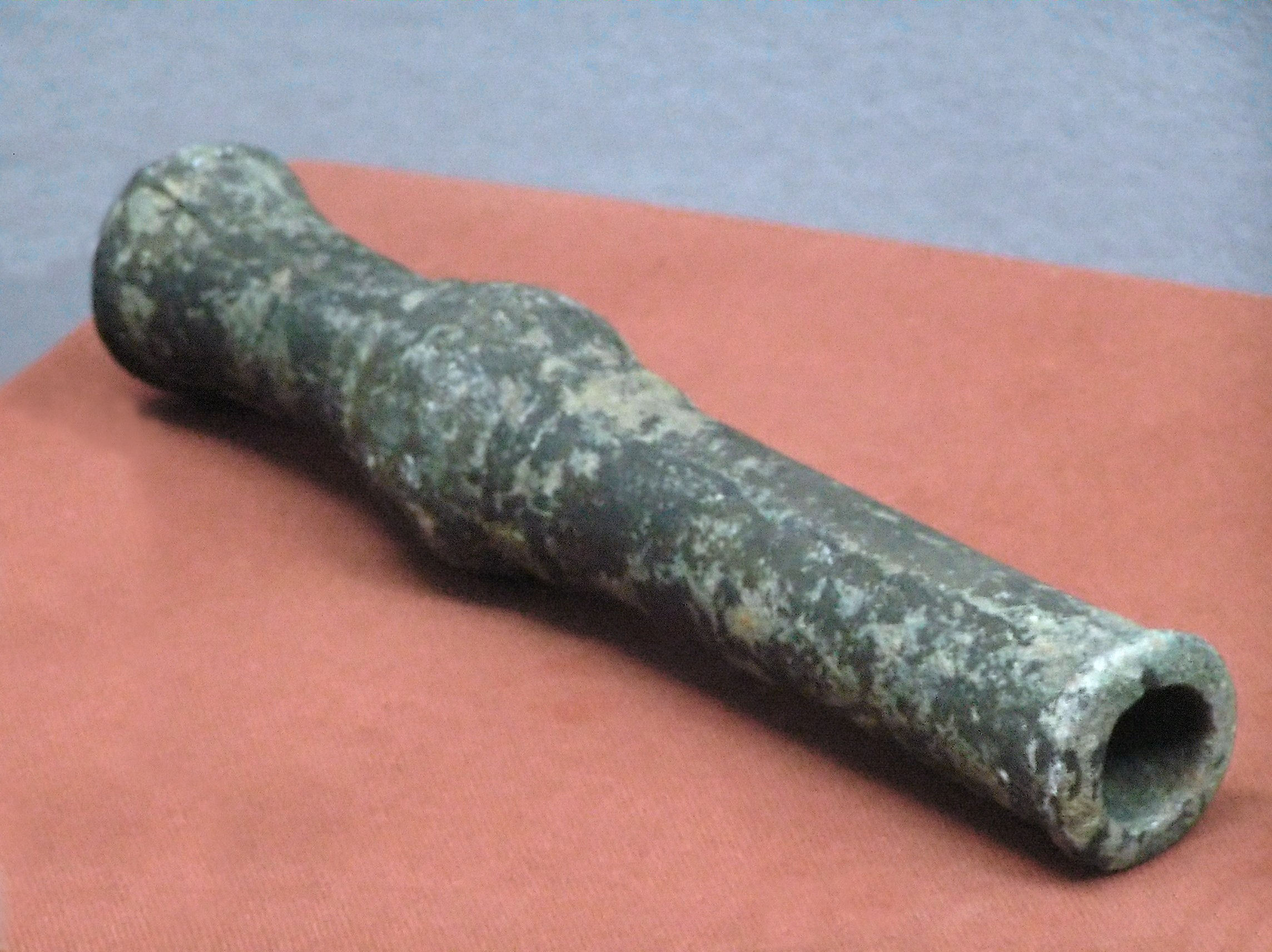
Handrohr aus der Yuan-Dynastie (1271–1368)

Die Erfindung des Schwarzpulvers vor dem 10. Jahrhundert in China ermöglichte den Bau von Feuerwaffen. Als erstes wurde Schwarzpulver für Brandwaffen wie Feuerlanze, Granaten oder Raketen verwendet. Die Song-Chinesen verwendeten möglicherweise zuerst Bambusrohre, um Schwarzpulver zur Explosion zu bringen, was als Feuerlanze bezeichnet wurde und noch keine Projektile verschoss. In der Yuan-Zeit sind erstmals Metallrohre im Durchmesser bis zu 2,6 cm nachweisbar, um mit Schwarzpulver verschiedene, nicht passgenaue Projektile, insbesondere Pfeile, Eisen- und Stahlsplitter sowie giftige Substanzen zu verschießen. Ein schlankes, bronzenes Handrohr von 34 cm Länge, über 7 Pfund Gewicht, mit Zündloch, geradliniger Bohrung und verstärkter Zündkammer wurde in der Mandschurei ausgegraben; sie stammt aus dem Jahr 1288 und gilt als ältester Beleg in China. Zu dieser Zeit kam offenbar auch die Verwendung passgenauerer Wurfpfeile aus Eisen auf; solche Projektile sind noch erhalten. Zahlreiche chinesische Techniker dienten in den Mongolenheeren, die auf ihren Feldzügen Feuerwaffen einsetzten.
Lange Zeit wusste man nichts über Innenballistik (die Abläufe beim Abfeuern eines Projektils aus einer Schusswaffe im Zeitraum vom Auslösen des Schusses bis zum Austreten des Projektils aus dem Lauf). Stattdessen bestimmte man die für eine bestimmte Waffe günstigste Kombination aus Geschosstyp, Pulvertyp und Pulvermenge in Schießversuchen.

### 13. bis 15. Jahrhundert

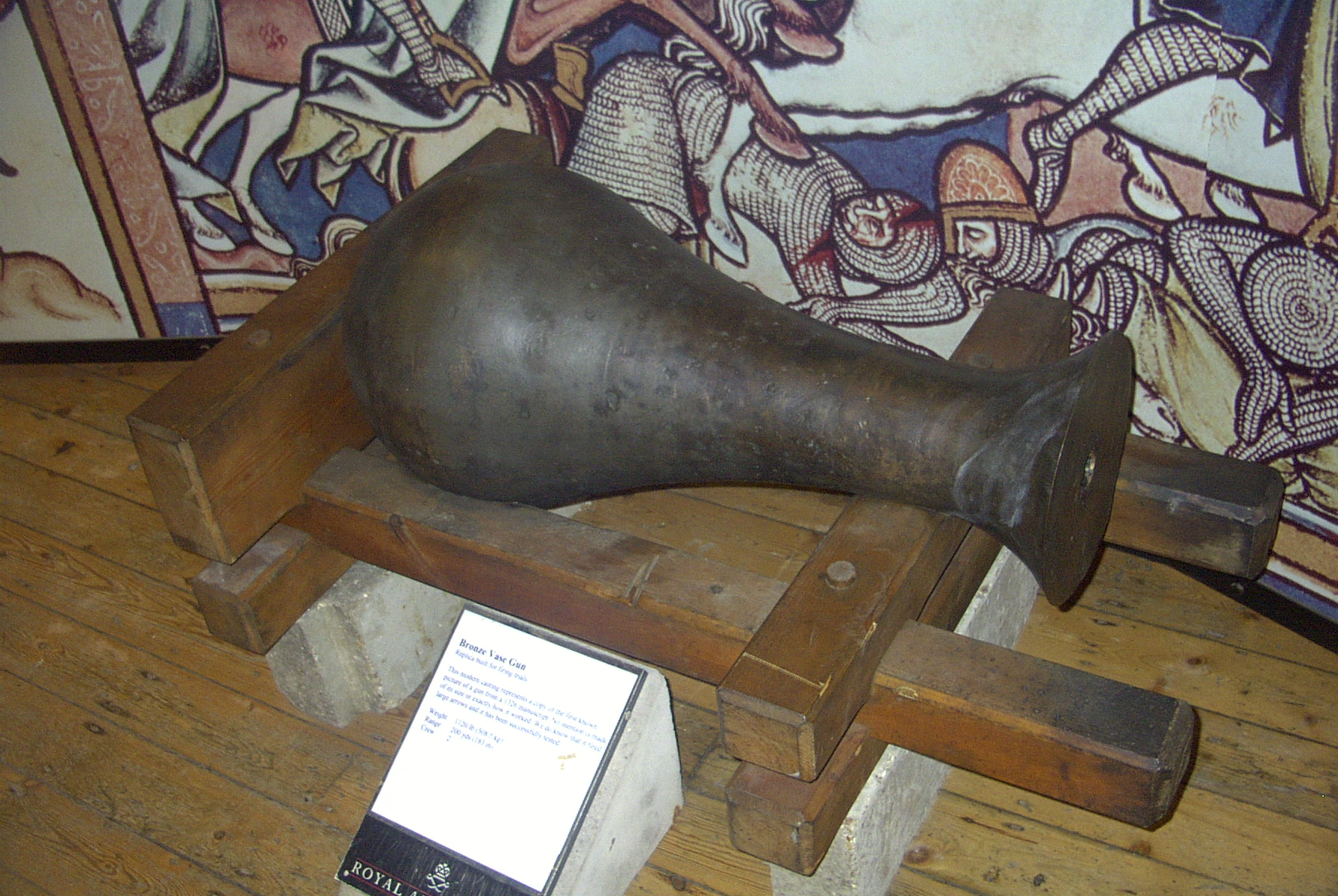
Rekonstruktion einer frühen europäischen Pfeilbüchse, Anfang 14. Jahrhundert

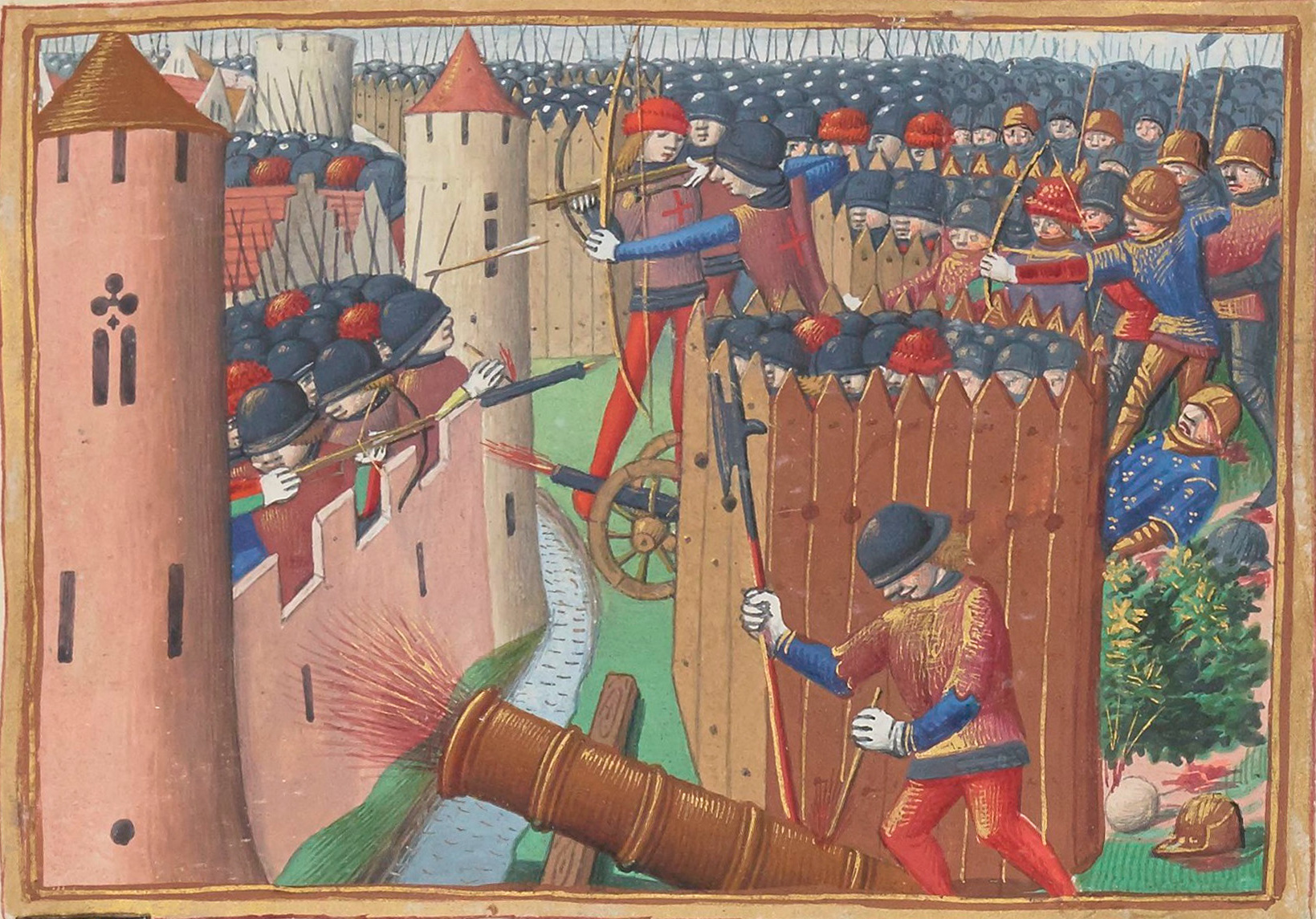
Kanonen während der Belagerung von Orléans, 1428

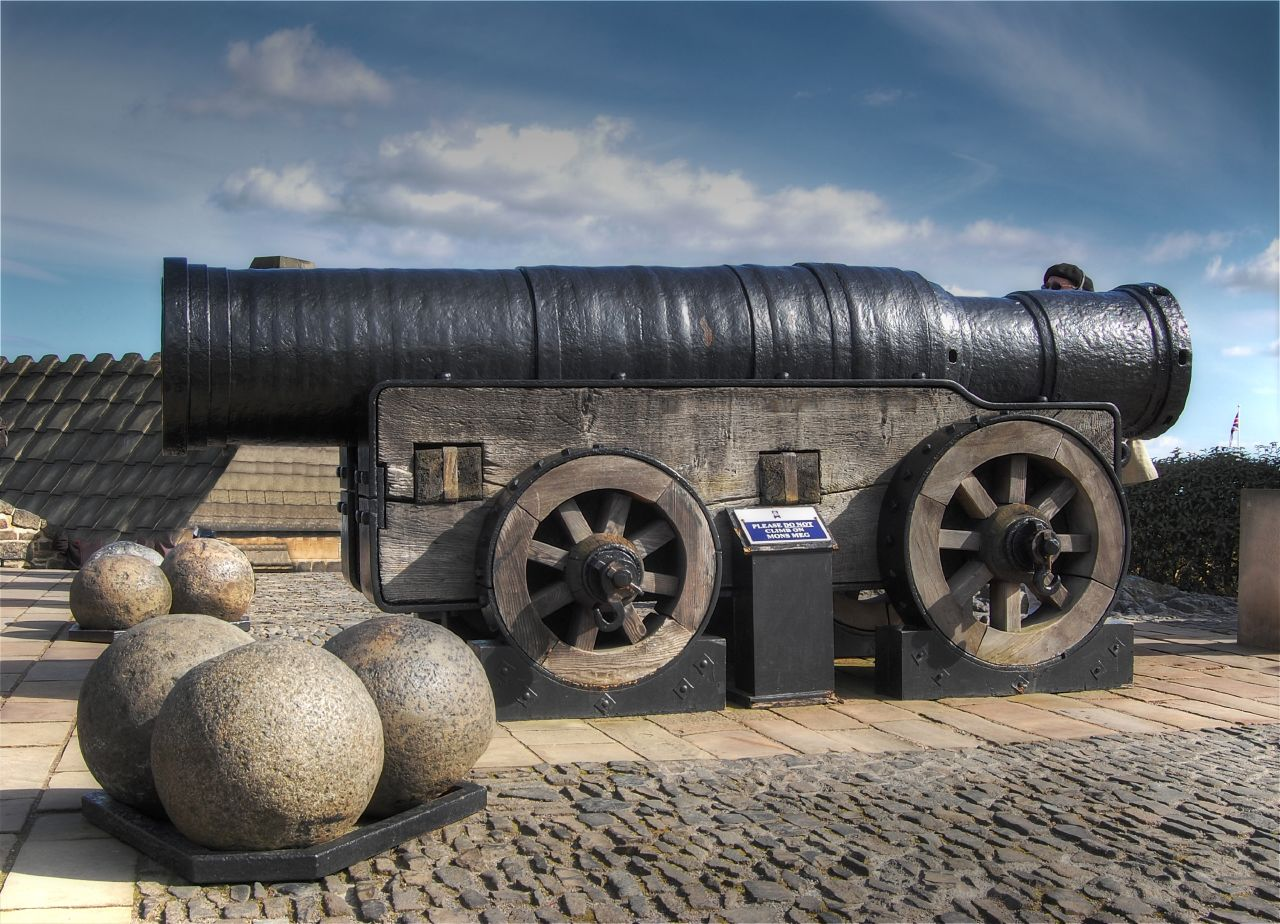
Seitenansicht des schottischen Riesengeschützes Mons Meg von 1449

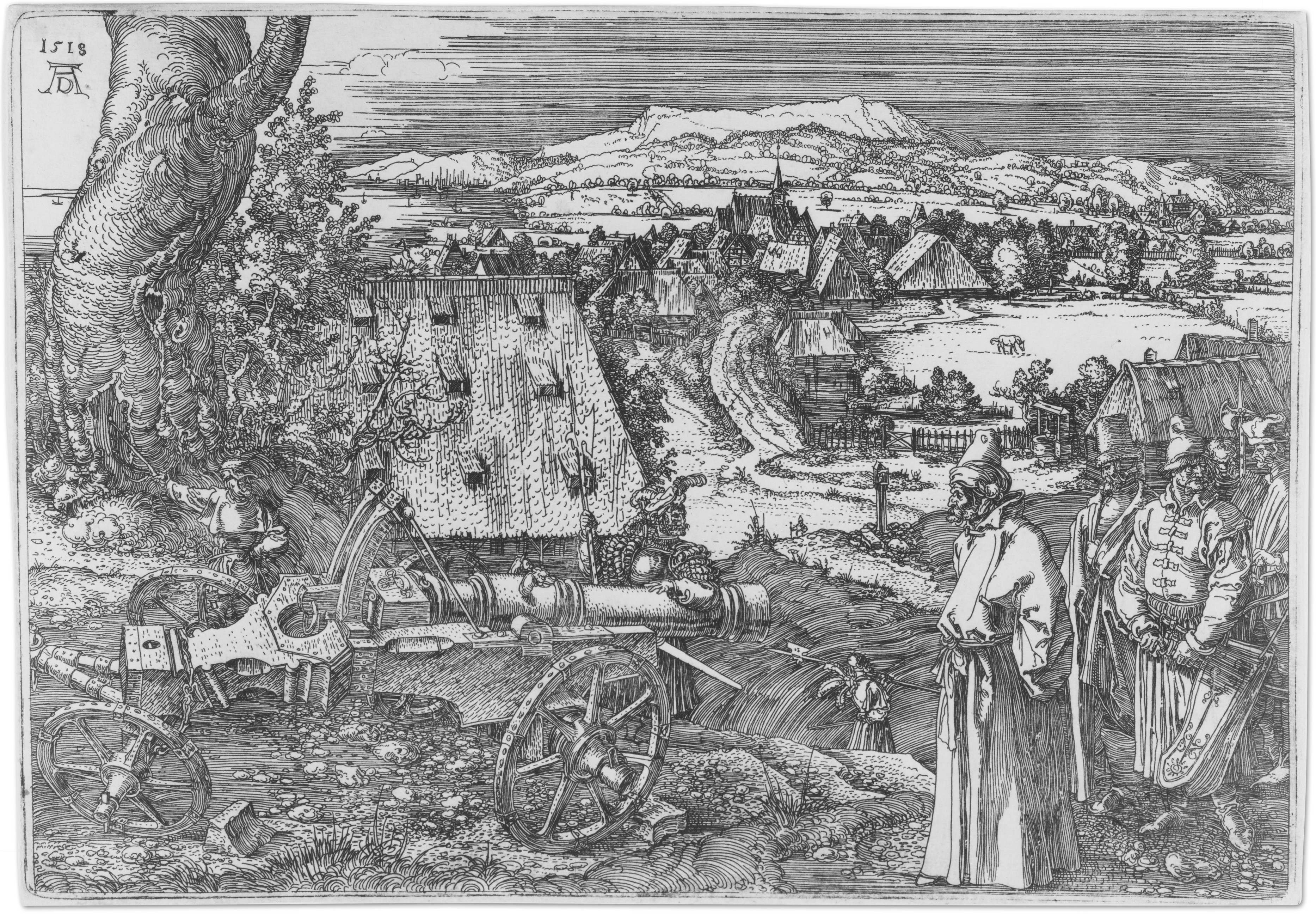
Darstellung einer Feldschlange um 1500

In Europa selbst traten Feuerwaffen erstmals während der Wende vom 13. zum 14. Jahrhundert auf. Das Konzept der mit Schwarzpulver betriebenen Pfeilbüchse kam über die offenen Handelswege Arabiens in der Form der Madfaa nach Europa. Die ersten Hinweise in den Quellen auf die Verwendung von Feuerwaffen sind unsicher. So wird 1284 der Einsatz von primitiven Kanonen bei der Verteidigung von Forlì in Italien erwähnt, andere Hinweise beziehen sich auf Brabant 1311 und auf die Belagerung der Festung Metz 1324. Die erste Darstellung eines Feuertopfs gibt es bei Walter de Milemete um 1326. Es waren bauchige Töpfe, die auf tischähnlichen Gestellen lagen und schwere Pfeile verschossen. Sicher belegt sind sie ebenfalls 1326 in Italien in Dokumenten der Republik Florenz (pilas seu palloctas ferreas et canones de metallo – also eisernen Geschossen oder Kugeln und Kanonen aus Metall), später dann in Süddeutschland. Kurze Zeit später kamen Feuerwaffen praktisch in ganz Europa vor, sodass man hier von einem ersten Wettrüsten reden kann.
Die Europäer ersetzten als erstes die Eisenpfeile durch schwere kugelige Projektile (Blei- oder Steinkugeln), was zur nächsten Fortentwicklung der Bombarde oder auch Steinbüchse führte. Bald wurde auch mit gusseisernen Kugeln experimentiert, die aber in der Herstellung wesentlich teurer waren und auch mehr Schwarzpulver benötigten; dem wiederum waren die Steinbüchsen nicht gewachsen. Diese Nachteile sorgten dafür, dass die steinernen Kugeln noch teilweise bis in das 16. Jahrhundert hinein benutzt wurden (siehe dazu auch die Reformen im Geschützwesen von Kaiser Maximilian I. im Artikel Kartaunen). Bald wurde auch erkannt, dass die Beschleunigung eines Geschosses durch einen Lauf eine Erhöhung der Reichweite und Zielgenauigkeit zur Folge hatte.
Die frühen Formen der Geschütze wurden zunächst bei Belagerungen verwendet. Die Belagerungsgeschütze lassen sich in vier Arten einteilen: Hauptbüchsen, Notbüchsen, Viertelbüchsen und Mörser. Letzterer war ein Steilfeuergeschütz, das erstmals auch explodierende Munition einsetzte und das für Belagerungen oder im Rahmen der Festungsartillerie (als Festungsgeschütz) diente. Eine Zwischenstufe zwischen dem Mörser und der Kanone war die Haubitze, die in Böhmen – dem heutigen Tschechien – erfunden wurde. Da die frühen Geschütze eine geringe effektive Reichweite hatten, wurden sie nah an die Mauern in Stellung gebracht. Die Mündung war durch einen aufklappbaren Bretterschirm, den man vor der Zündung des Pulvers aufzog, vor feindlichem Beschuss geschützt. Bereits um 1400 verfügten europäische Heere im Belagerungskrieg über die mächtigsten Geschütze, von denen einige erhaltene Riesengeschütze wie der Pumhart von Steyr oder die Mons Meg Zeugnis ablegen. Die Reichweite dieser frühen Geschütze war eher gering, in der Regel nicht mehr als 180 m.
Zur Zeit der Hussitenkriege (1419–1439) wurden die ersten Feldgeschütze entwickelt. Zusammen mit der (pferdebespannten) Lafette waren diese Geschütze erstmals mobil einsetzbar. Zur Bespannung der Geschütze war ein Pferd pro 1,5 bis 4 Zentner Rohrgewicht erforderlich.
Auch auf Schiffen wurden erstmals Schiffsgeschütze eingesetzt. Zum Beispiel hatte die Santa Maria, das Flaggschiff von Christoph Kolumbus, vier Drehbassen Kaliber 9 cm an Bord. Die Bewaffnung von Expeditionsschiffen bzw. die Reichweite und Treffgenauigkeit von Schiffsgeschützen wurden ein wichtiger Faktor bei den nun beginnenden Entdeckungsfahrten (siehe Zeitalter der Entdeckungen, Triebkräfte und Voraussetzungen der Entdeckungsfahrten).
Der neue Berufsstand der Stückgießer ging aus dem der Glockengießer hervor; beide wendeten ähnliche Herstellungstechniken an. Bis zum letzten Drittel des 14. Jahrhunderts hatten sich die europäischen Geschütze zu den fortschrittlichsten und schlagkräftigsten der Welt entwickelt. Insbesondere der Hundertjährige Krieg (1337–1453) zwischen Frankreich und England sorgte für einen Innovationsschub. Allein bei den Hussiten verzehnfachte sich die Zahl der eingesetzten Feuerwaffen in zehn Jahren; so führten sie im Jahr 1428 etwa 3000 Handfeuerwaffen, 300 Haubitzen und 60 große Geschütze ins Feld. Im Jahr 1415 benutzte Heinrich V. zehn Geschütze, um die Mauern von Harfleur einzuschießen. Seit 1450 waren Geschütze in großen Armeen üblich, auch im Heer des noch auf die Ritterschaft setzenden Karls des Kühnen von Burgund. 1453 wurde die bis dahin uneinnehmbare doppelte Mauer mit Wassergraben um Konstantinopel von den Türken sturmreif geschossen. Die dafür verwendeten Geschütze hatte ein europäischer Christ hergestellt. Die überlegenen europäischen Geschütze spielte auch eine maßgebliche Rolle bei der Expansion Europas.
Die ersten spätmittelalterlichen Geschützrohre waren als Stabringgeschütz aus mit Eisenringen zusammengehaltenen schmiedeeisernen Stäben ausgeführt. Spätere Rohre bestanden aus Eisen, Kupfer, Bronze oder Messing und waren in einem Stück gegossen, was dem Geschütz größere Festigkeit verlieh. Kammergeschütze haben ein zweigeteiltes Rohr.
Beim gegossenen Geschütz dominierten Bronze und Eisen. Doch wurden Eisenkanonen wegen der spröden Materialeigenschaften immer wieder beim Schuss beschädigt. Häufig riss dabei das Verschlussstück und Schraubverschlüsse verzogen sich, wonach der Verschluss stundenlang auskühlen musste.

### 16. bis 18. Jahrhundert

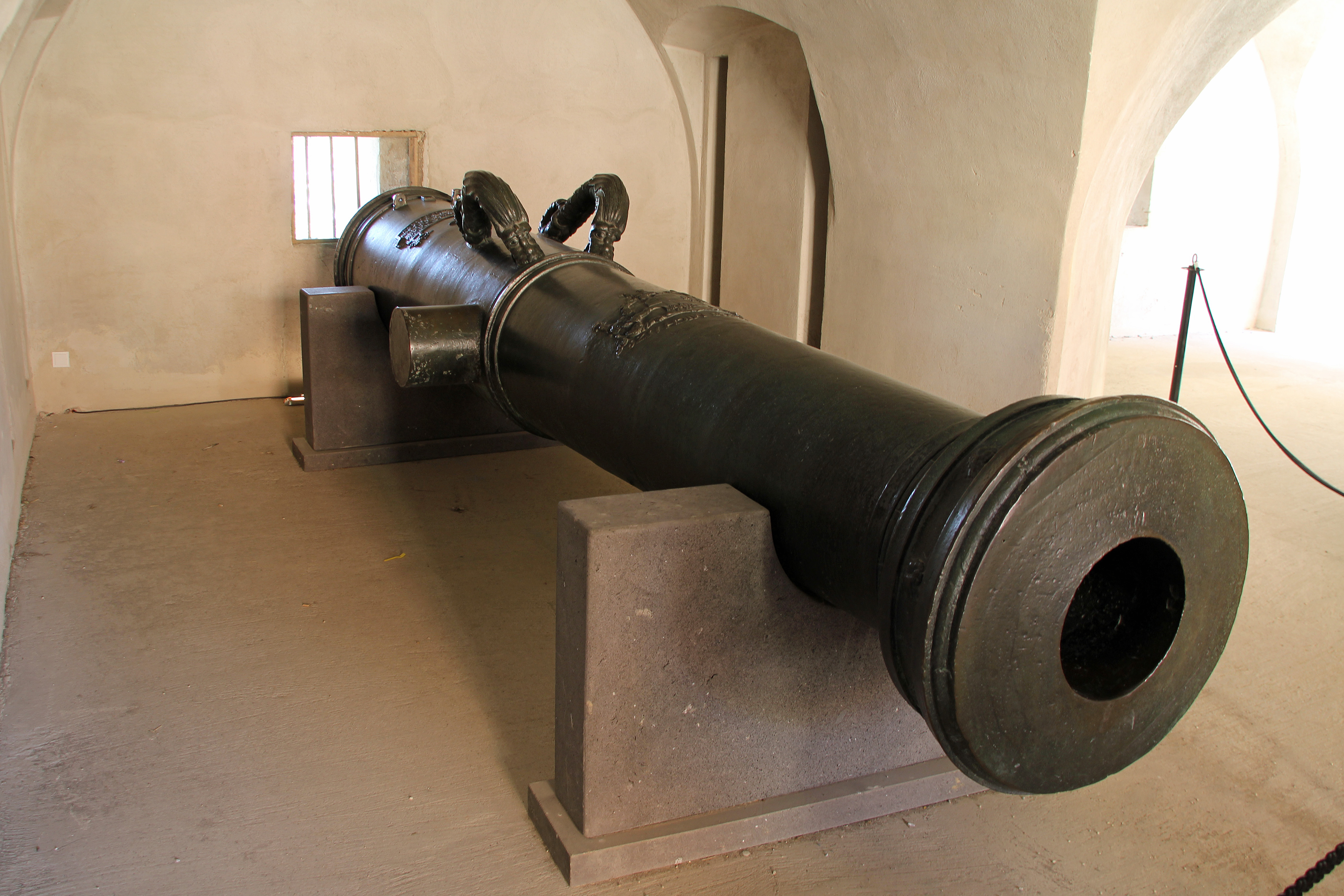
Scharfmetze „Greif“ von 1524, zu ihrer Zeit die größte Kanone Europas

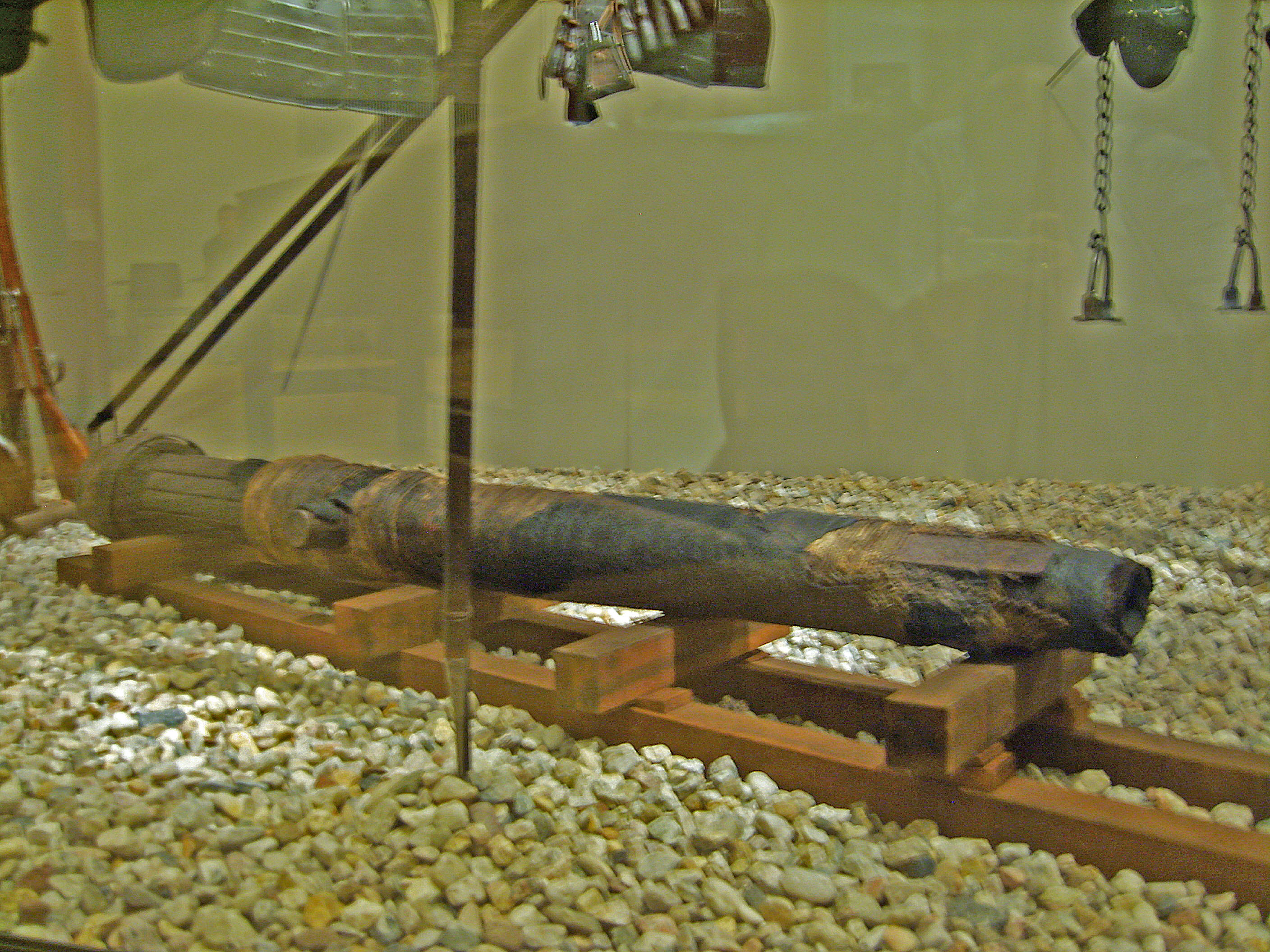
Einpfündige Lederkanone 1620/1650

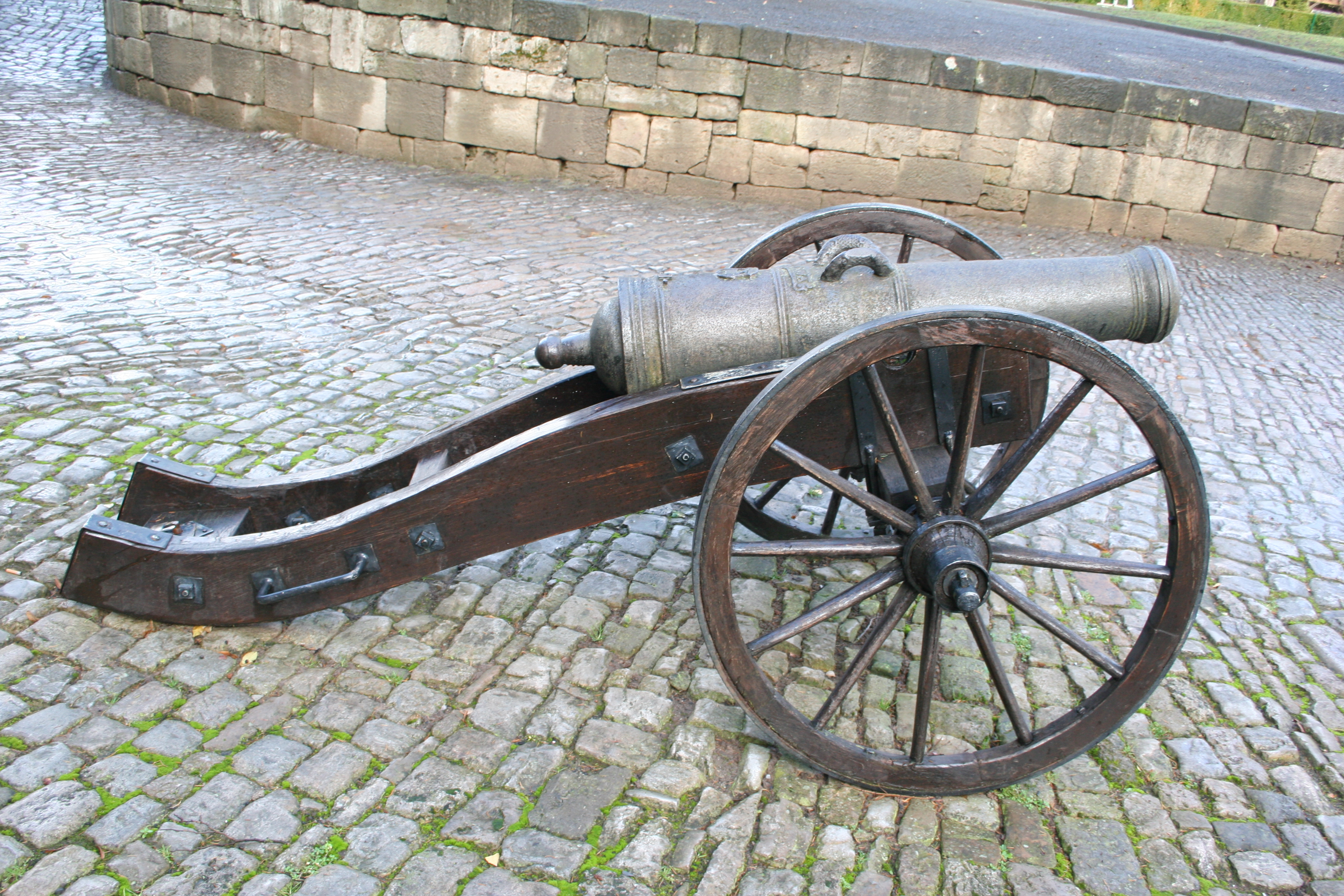
Sächsisches gusseisernes Falkonett 1691

Im 16. Jahrhundert wurden die Belagerungsgeschütze zu Hauptbüchsen, Scharfmetzen, Kartaunen und Basilisken entwickelt. Ab 1550 wurde das auf Doppelkartaunen, Kartaunen und Halbkartaunen vereinfacht und auf das Kalibersystem umgestellt. Mitte des 16. Jahrhunderts waren die Doppelkartaunen die schwersten Belagerungsgeschütze. Zu dieser Zeit wandelte sich auch der Sprachgebrauch, der das Geschossgewicht zur Geschützbezeichnung werden ließ; beispielsweise wurden Kartaunen zu „40-Pfündern“ und Halbkartaunen zu „24-Pfündern“. Leichte Hinterlader wurden bevorzugt auf Schiffen in Drehbassen montiert. Bald kam man aber von den Hinterladern wegen deren mangelnder Gasdichtigkeit wieder ab.
Bronze setzte sich wegen ihrer Stabilität und ihrer guten Gießeigenschaften bei allen Feldgeschützen durch. Eisengeschütze wogen zudem bei gleichem Kaliber erheblich mehr. Zudem spielte die Zusammensetzung des Eisens (insbesondere sein hoher Phosphorgehalt, sein niedriger Schwefelgehalt (Verhüttung von Eisen)) eine erhebliche Rolle für die Festigkeit einer Kanone, so dass sich bestimmte Regionen innerhalb Europas, obwohl identisches Wissen auch anderswo vorhanden war, für die Fertigung durchsetzten. Zudem setzte gleichzeitig ein regelrechter Wettbewerb um Kanonengießer ein, die bestimmte Standorte (zum Beispiel Asslar und Marsberg in Deutschland, Sussex und Kent in England) noch zusätzlich bevorzugten. Schiffs- und Festungsgeschütze aber mussten nur wenig bewegt werden, sodass für sie weiterhin das billigere Eisen bevorzugt wurde. Manche Riesengeschütze (beispielsweise die Zarenkanone von 1586) wurden mehr aus Prestigegründen als wegen militärischer Notwendigkeiten in Auftrag gegeben und waren somit Prunkwaffen.
Während des Dreißigjährigen Krieges experimentierten vor allem die Schweden mit immer leichteren Geschützen, die sehr beweglich waren und den Feldeinheiten (Regimentern) zugeteilt wurden. Diese Regimentsstücke bestanden zunächst aus dünnem Kupfer- oder Eisenrohr, das mit Tauen, Blechstreifen, Hanf und Leinen umwickelt war und mit einem darumgelegten Mantel aus dickem Leder verstärkt wurde. Sie konnten von ein bis zwei Mann bewegt werden, hatten aber eine ungenügende Schussleistung und unterlagen einem hohen Verschleiß. Sie waren deshalb nur bis zum Polnischen Krieg 1628/29 im Einsatz. Als „Lederkanonen“ erreichten sie dennoch bleibende Berühmtheit. Die Anforderungen hinsichtlich der Mobilität der Kanonen führten dann dazu, dass diese generell immer leichter wurden. Im April 1629 gelang es der königlichen Gießerei Stockholm, den ersten Dreipfünder herzustellen, der mit 123 kg sehr beweglich war. Wenig später wurde das Gewicht sogar auf nur 116 kg reduziert. Der Name Regimentstücke für diese neue Feldartillerie blieb erhalten.
In den nächsten 200 Jahren sollte es zu keinen wesentlichen Veränderungen der Geschütze kommen. Es gab nur kleinere Verbesserungen wie etwa Höhenrichtschrauben, die das aufwendige Höhenrichten von Hand mit Keilen und Hebeln unnötig und den Zielvorgang präziser machten. Auch musste nicht nach jedem Schuss die Höhe neu ausgerichtet werden. Eine weitere Verbesserung Anfang des 18. Jahrhunderts war die Einführung von Steinschlössern zur Zündung. Dadurch entfiel das ständige Bereithalten einer brennenden Lunte auch bei Kanonen. Man begann mit dem Bau kleinerer Geschütze für die Infanterie, den so genannten Amüsetten.
Anfang des 18. Jahrhunderts veränderte sich jedoch die Produktionstechnik. Die Geschütze wurden massiv gegossen und der Lauf später mit Vertikalbohrmaschinen (Senkrechtbohrmaschinen; von oben nach unten bohrenden Geschützbohrmaschinen) aufgebohrt.

### 19. bis 21. Jahrhundert

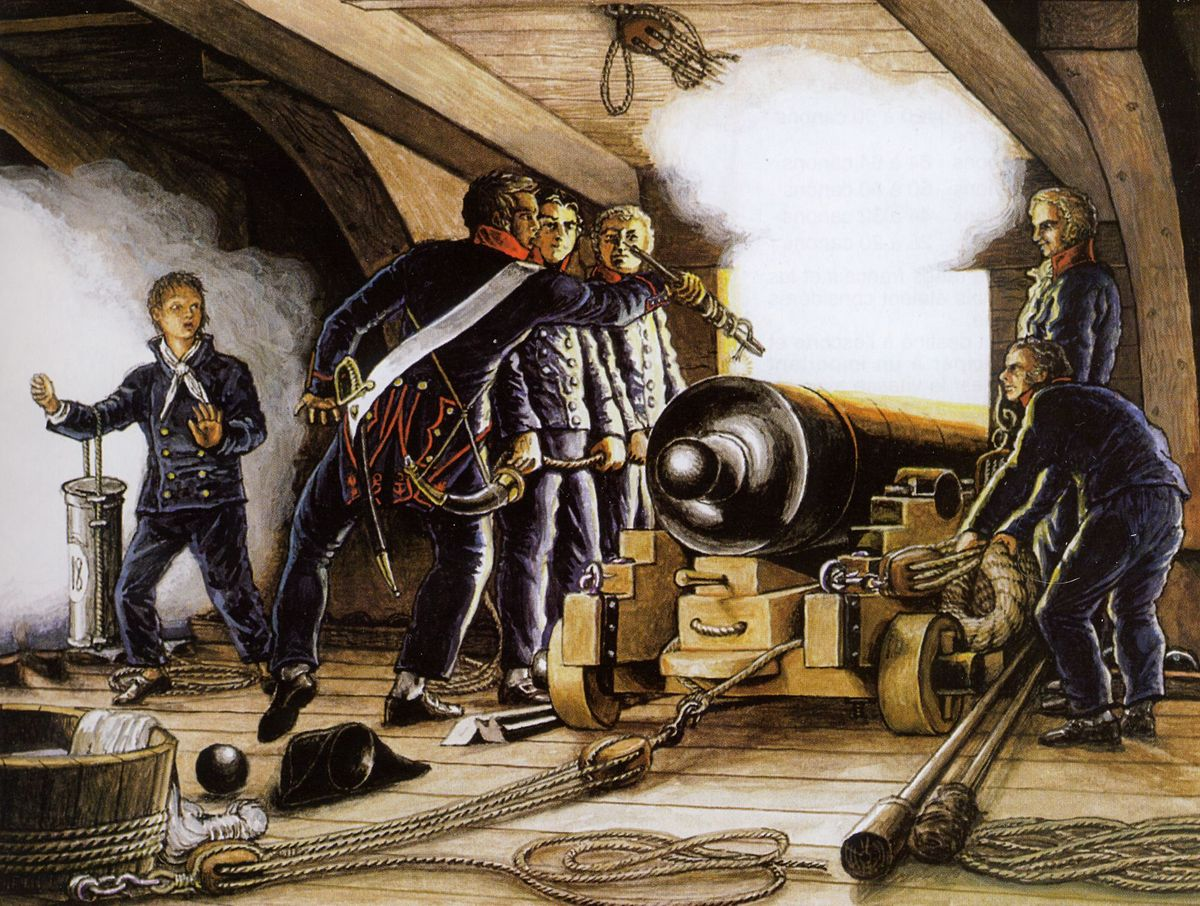
Abfeuern eines 18-Pfünders auf einem Kanonendeck eines französischen Linienschiffs um 1811

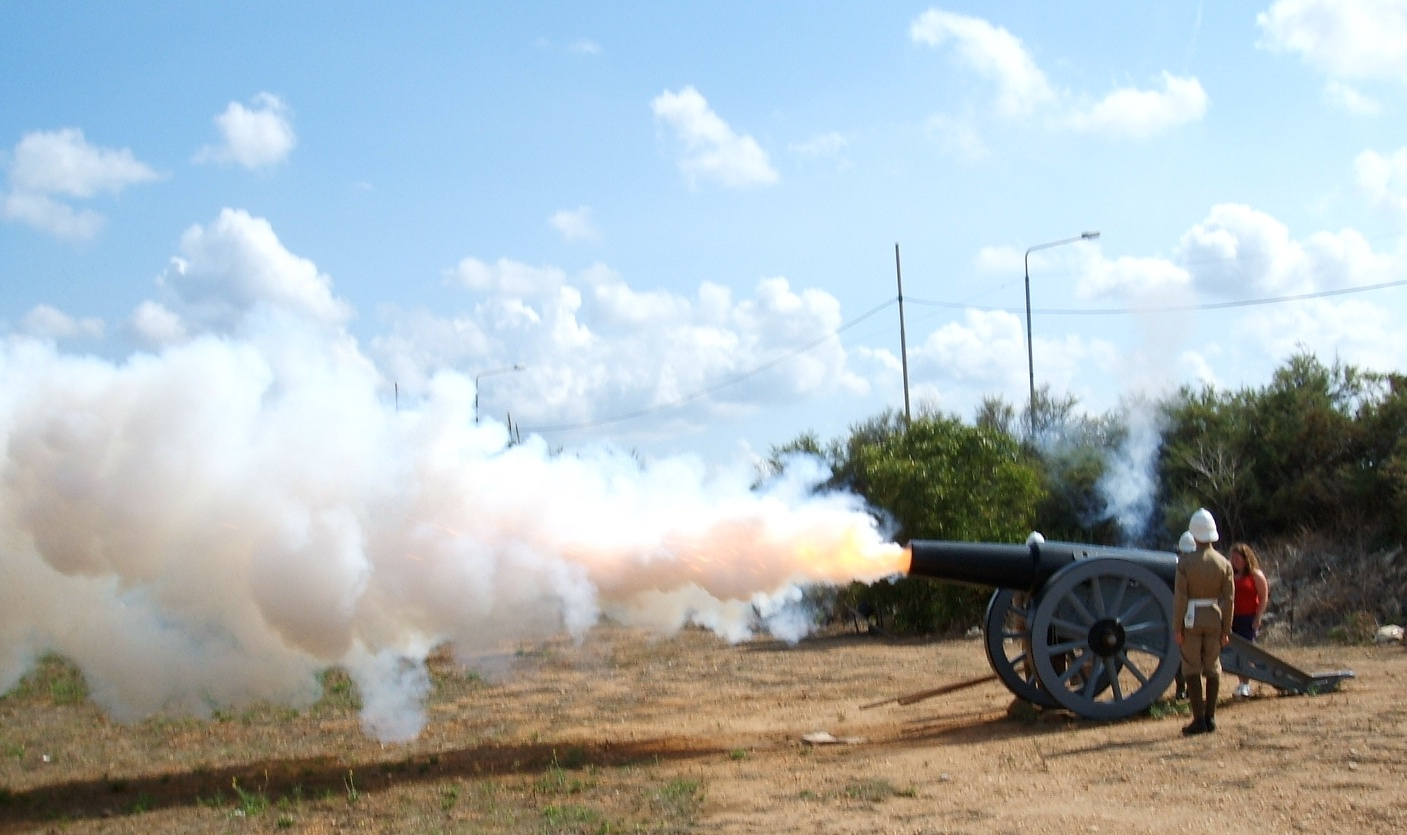
Abfeuern einer historischen Haubitze von 1870 (RML 8 inch 70 cwt howitzer)

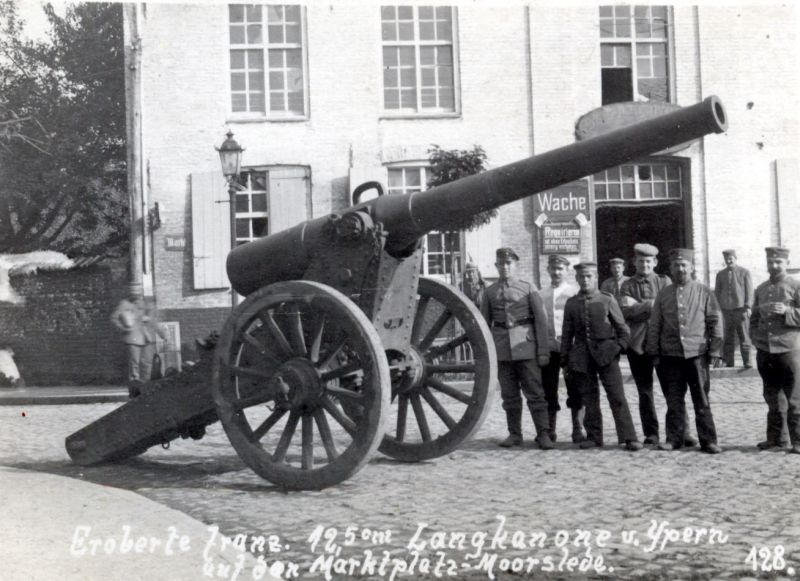
Französische Canon de 155 mm L modèle 1877 aus dem Ersten Weltkrieg

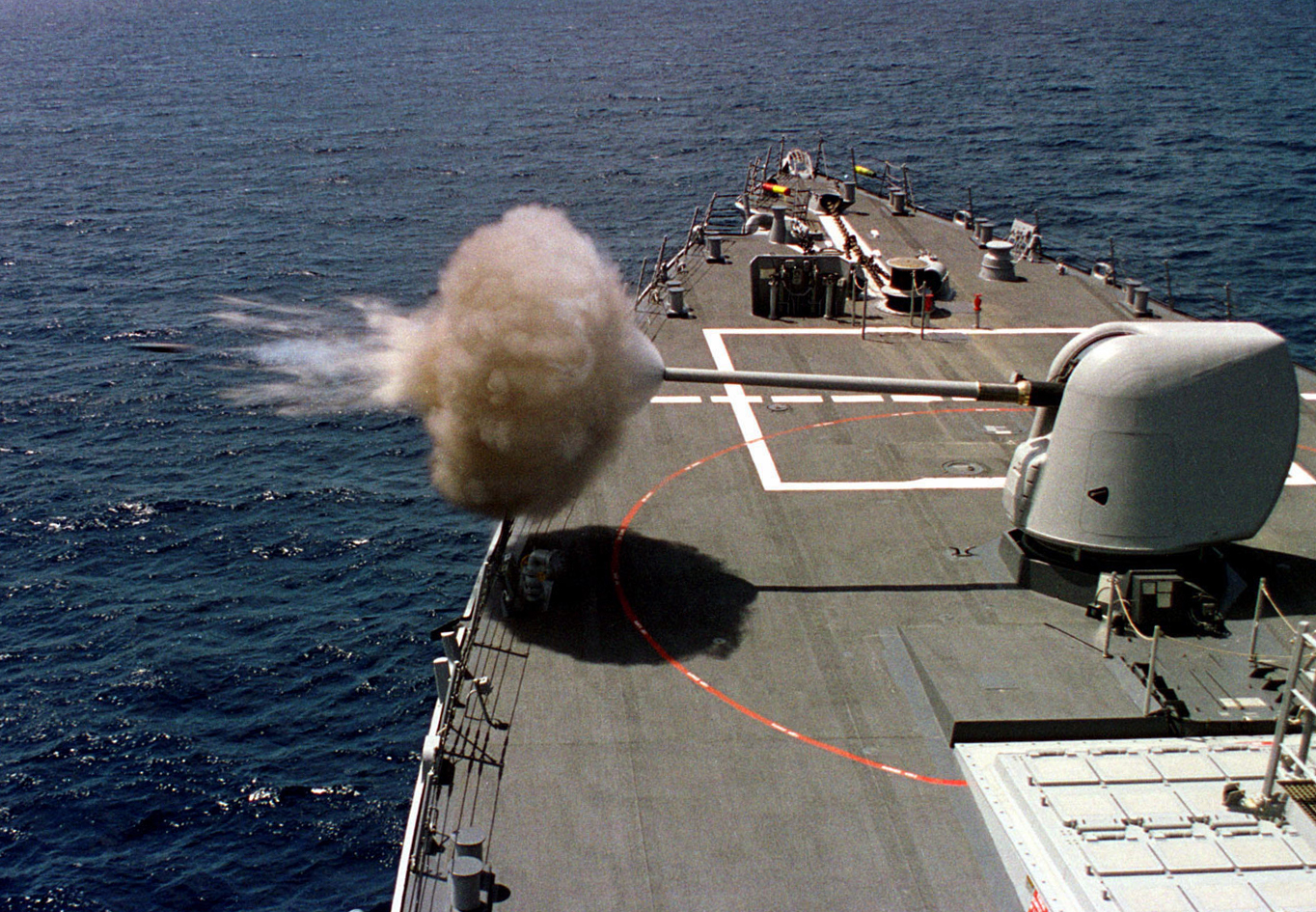
Modernes Mark-45-Schiffsgeschütz

Mitte des 19. Jahrhunderts kam es infolge der industriellen Revolution zu weitreichenden Neuerungen: Geschütze mit gezogenem Lauf konnten explosive Langgeschosse verschießen, die durch die Züge in Rotation versetzt wurden, was die Treffgenauigkeit entscheidend verbesserte. Damit konnte erstmals die Reichweite über die Kernschussweite hinaus gesteigert werden. 1840 gelang es dem schwedischen Industriellen Martin von Wahrendorff, ein Hinterladungssystem für (noch glatte) Kanonen zur Serienreife zu entwickeln. Bald wurde in Preußen dieses System der Hinterladerkanone eingeführt. 1846 ließ Wahrendorff ein System für gezogene Rohre folgen. Bis zu diesem Zeitpunkt hatten die Geschütze starre, hinten geschlossene Rohre. Die Verschlüsse der Hinterlader erforderten hingegen präzise und robuste bewegliche mechanische Teile.
Ebenso führte die Erfindung der Eisenbahn auch zu ersten Eisenbahngeschützen. Die Geschütze wurden auch vermehrt auf Pivotlafetten montiert, was gerade auf See zu einer besseren Richtbarkeit der Geschütze führte und den Rückstoß auffing.
Als Mitte des 19. Jahrhunderts die Herstellung hochwertigen Stahls viel billiger wurde, kam dieses extrem stabile Material für die Massenproduktion von Geschützen zur Anwendung. Zu diesen ersten Gussstahl-Kanonen gehörten die Hinterladerkanonen Alfred Krupps, die eine wahre waffentechnische „Revolution“ auslösten und zunächst vor allem von Preußen eingesetzt wurden.
Wiederholte Versuche zur Steigerung der Kadenz führten zur Entwicklung von kleinkalibrigen Repetiergeschützen, brachten jedoch kaum praktische Erfolge. Ende des 19. Jahrhunderts stellte Frankreich mit der Canon de 75 mle 1897 das erste echte Schnellfeuergeschütz in Dienst. Hauptmerkmal war der lange Rohrrücklauf. Das Geschützrohr war nicht starr mit der Lafette verbunden, so dass der Rückstoß das Rohr nach dem Schuss in der Lafette zurücklaufen ließ und mit einer hydropneumatischen Bremsvorrichtung aufgefangen wurde. Das Geschütz rollte nach dem Schuss nicht mehr nach hinten weg und blieb auf das Ziel ausgerichtet. Dieses Merkmal konnte die Feuergeschwindigkeit deutlich erhöhen und wird seitdem bei allen großkalibrigen Geschützen verwendet.
Zu Beginn des 20. Jahrhunderts wurde nach der Erfindung des rauchschwachen Pulvers auf Basis von Cellulosenitrat das Schwarzpulver als Treibladungsmittel verdrängt. Durch die geringere Abbrandgeschwindigkeit konnte das Projektil in langen Geschützrohren länger beschleunigt werden.
Im Ersten Weltkrieg wurde der Mörser als Infanteriebegleitwaffe zu einem Vorderlader-Steilfeuergeschütz weiterentwickelt, der im Verhältnis zum Kaliber leicht war und eine geringe Reichweite hatte. Gegen Ende des Ersten Weltkriegs wurden Maschinenkanonen entwickelt, welche die Feuergeschwindigkeit der Maschinengewehre und die Zielwirkung der Geschütze kombinierten. Sie wurden zuerst als Flugabwehrkanonen verwendet.
Nach der Entwicklung des Kraftfahrzeuges wurden Geschütze zunächst von Lastwagen gezogen und später sehr mobil und zum Teil gepanzert auf Panzern oder Selbstfahrlafetten angebracht. Die Blitzkrieg-Strategie des Zweiten Weltkriegs erforderte diese Verbesserung der Mobilität. Große Belagerungsgeschütze, so die Eisenbahngeschütze wie auch große Festungsgeschütze, verloren hingegen wegen der wachsenden Bedeutung der Luftstreitkräfte an militärischem Wert. Da Flugzeugträger gegenüber den Schlachtschiffen immer wichtiger wurden, ging auch die Ära der großen Schiffsgeschütze zu Ende.
Die Erfindung des Rückstoßfreien Geschützes gab der Infanterie ein leichtes Feldgeschütz. Nach dem Zweiten Weltkrieg übernahmen Raketenwaffen vielfach die Rolle der Geschütze und machten so beispielsweise die Panzerabwehrkanonen überflüssig.
Im Kalten Krieg wurden auch Geschütze zum Abfeuern von nuklearen Granaten gebaut. In den USA entstand unter anderem die 280-mm-Atomkanone, die auch als M65 „Atomic Annie“ bezeichnet wurde, später auch Geschütze für konventionelle und nukleare Munition wie die Panzerhaubitze M109. Bei Kampfpanzern setzten sich mit Glattrohrkanone und Pfeilmunition wiederum ursprüngliche Prinzipien durch, um höhere Mündungsgeschwindigkeiten zu erreichen.
Durch Modernisierungen mit Elektronik und Nachrichtentechnik sowie GPS-Technik setzen sich  Entwicklungen bis in das 21. Jahrhundert fort. Alternative Antriebskonzepte zum Schießpulver (mit explosivem Gasgemisch bei Gasgeschütz, mit Elektromagnetismus bei Railgun und Coilgun) hauptsächlich für maritime Anwendung kamen bisher über das Versuchsstadium nicht hinaus. Das Advanced Gun System wurde Anfang November 2016 vom Pentagon wegen hoher Kosten zurückgestellt. Auf der Preble ist seit August 2022 die Energiewaffe HELIOS des Rüstungskonzerns Lockheed Martin in Betrieb.:22

## Systematik
Geschütze lassen sich in ihrem Funktionsprinzip und ihrem Aufbau und der Art der Ladetätigkeit unterscheiden.

### Funktion
- Kanone
- Haubitze
- Mörser (Geschütz)
- Salvengeschütz
- Steilfeuergeschütz

### Aufbau, Komponenten
- Geschützrohr
- Glattrohrkanone
- Kanone mit gezogenem Rohr
- Einschießwaffe
- Keilverschluss
- Schraubenverschluss
- Erdsporn
- Rohrwiege
- Rohrvorholer
- Lafette

### Art der Ladetätigkeit
- Vorderlader
- Hinterlader
- Repetiergeschütz
- Maschinenkanone
- Schnellfeuergeschütz
- Halbautomatisches Geschütz

### Verwendung
- Feldgeschütz
- Infanteriegeschütz
- Panzerabwehrkanone
- Flugabwehrkanone
- Belagerungsgeschütz
- Festungsgeschütz
- Küstengeschütz
- Schiffsgeschütz
- Gebirgsgeschütz

## Rekorde

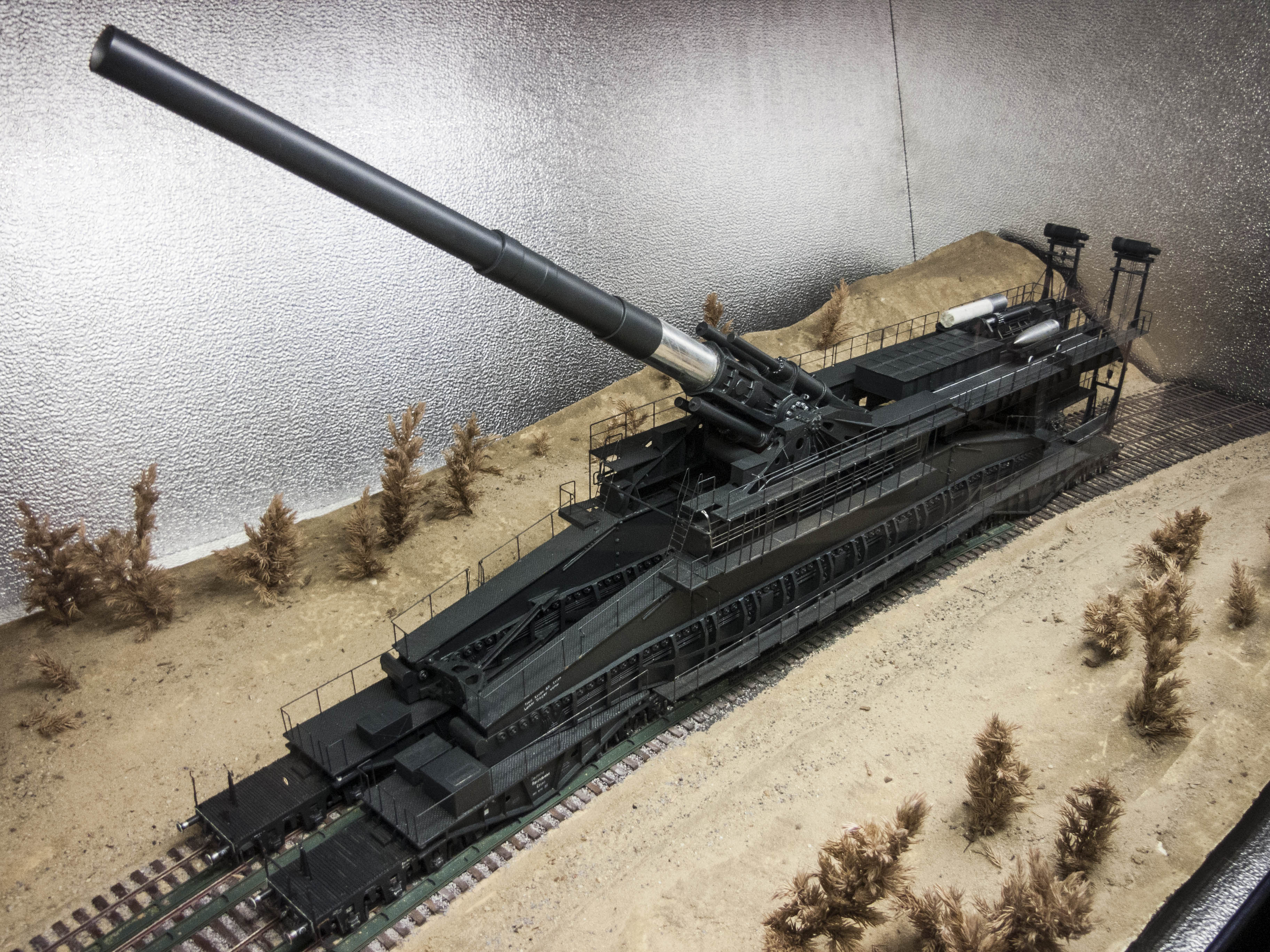
Modell des Dora-Geschützes

Die Kanonen mit der höchsten Reichweite und größtem Kaliber waren fast alle Eisenbahngeschütze:
- Das Paris-Geschütz, das im Ersten Weltkrieg von der deutschen Front bei Laon bis nach Paris schießen konnte (ca. 120 km).
- Die K 12 im Zweiten Weltkrieg hatte 196 Kaliberlängen, ein Kaliber von 211 mm und eine Reichweite von 115 km. Das Geschütz war jedoch nicht sehr einsatztauglich; es ging hierbei mehr darum, den Rekord zu brechen.
- Das größte Gewicht lag bei 1350 Tonnen (baugleiche Geschütze Gustav und Dora im Zweiten Weltkrieg)
- Das größte verschossene panzerbrechende Geschoss (Geschütz Gustav und Geschütz Dora im Zweiten Weltkrieg) war 6,79 m lang und wog 7100 kg
- Das größte Kaliber lag bei 914 mm beim amerikanischen „Little-David“-Mörser
- Die derzeit größte Vorderladekanone der Welt steht auf der Insel Malta im ehemals britischen Fort Rinella. Das dortige Geschütz ist eine 100 t schwere RML 17.72 Inch Gun.[19]

## Verwendung außerhalb des Kampfes
- Bei einer Staatsvisite oder der Geburt eines Thronfolgers werden Salutschüsse mit meist historischen Kanonen abgefeuert.
- Historisch: Anwendung als Mittagskanone
- Als Untermalung bei der Ouvertüre 1812
- Als Starthilfe für Satelliten (High Altitude Research Project)
- Zum absichtlichen Auslösen von Lawinen wird der gefährdete Berghang mit einer Kanone beschossen